# Gare de Sakura
La gare de Sakura (佐倉駅, Sakura-eki) est une gare ferroviaire japonaise située dans la ville de Sakura dans la préfecture de Chiba. Elle est gérée par la East Japan Railway Company (JR East).

## Situation ferroviaire
La gare de Sakura est située au point kilométrique (PK) 55,3 de la ligne Sōbu. Elle marque le début de la ligne Narita.

## Histoire
La gare a été inaugurée le 20 juillet 1894.

## Services aux voyageurs

### Accès et accueil
La gare dispose d'un bâtiment voyageurs, avec guichet, ouvert tous les jours.

### Desserte
- Ligne Sōbu :
  - voie 1 : direction Chōshi
  - voies 3 et 4 : direction Chiba et Tokyo
- Ligne Narita :
  - voie 2 : direction Narita, Aéroport de Narita, Sawara et Kashima-Jingū